# 1952-es magyar teniszbajnokság
Az 1952-es magyar teniszbajnokság az ötvenharmadik magyar bajnokság volt. A bajnokságot augusztus 2. és 11. között rendezték meg Budapesten, a Bp. Dózsa margitszigeti teniszstadionjában.

## Eredmények
| Versenyszám  | Arany                                   | Arany | Ezüst                                  | Ezüst | Bronz                                                                      | Bronz |
| ------------ | --------------------------------------- | ----- | -------------------------------------- | ----- | -------------------------------------------------------------------------- | ----- |
| Férfi egyéni | Asbóth József SZOT                      |       | Katona Zoltán Dózsa SE                 |       | Bujtor Frigyes Dózsa SE                                                    |       |
| Női egyéni   | Wolfné Peterdy Márta SZOT               |       | Jusits Ilona Dózsa SE                  |       | Rohrböck Józsefné SZOTdr. Hidassy Dezsőné SZOT                             |       |
| Férfi páros  | Asbóth József, Fehér Kálmán SZOT        |       | Katona Zoltán, Bujtor Frigyes Dózsa SE |       | Birkás György, Vad Dezső Honvéd SE                                         |       |
| Női páros    | Wolfné Peterdy Márta, Jávori Márta SZOT |       | Jusits Ilona, Katona Margit Dózsa SE   |       | dr. Hidassy Dezsőné, Rohrböck Józsefné SZOT                                |       |
| Vegyes páros | Fehér Kálmán, Wolfné Peterdy Márta SZOT |       | Jancsó Antal, Jávori Márta SZOT        |       | Bujtor Frigyes, Jusits Ilona Dózsa SEKatona Zoltán, Katona Margit Dózsa SE |       |

Megjegyzés: A Tenisz szerint női egyéniben dr. Hidassy Dezsőné, valamint vegyes párosban a Katona–Katona pár csak 4. volt.